# Unité urbaine de Saint-Gaudens
L'unité urbaine de Saint-Gaudens est une unité urbaine française centrée sur la commune de Saint-Gaudens, dans le département de la Haute-Garonne, en région Occitanie.

## Données générales
Dans le zonage réalisé par l'Insee en 2010, l'unité urbaine était composée de sept communes.
Dans le nouveau zonage réalisé en 2020, elle est composée des sept mêmes communes.
En 2022, avec 16 270 habitants, elle représente la 2e unité urbaine du département de la Haute-Garonne et occupe le 33e rang dans la région Occitanie.
En 2022, sa densité de population s'élève à 206 hab/km2. Par sa superficie, elle représente 1,25 % du territoire départemental et, par sa population, elle regroupe 1,12 % de la population du département de la Haute-Garonne.

## Composition 2020 de l'unité urbaine
Elle est composée des sept communes suivantes :
| Nom                          | Code Insee | Département   | Statut       | Superficie (km2) | Population (dernière pop. légale) | Densité (hab./km2) | Modifier                                    |
| ---------------------------- | ---------- | ------------- | ------------ | ---------------- | --------------------------------- | ------------------ | ------------------------------------------- |
| Saint-Gaudens (ville-centre) | 31483      | Haute-Garonne | ville-centre | 27,35            | 11 869 (2022)                     | 434                | modifier les données · modifier les données |
| Estancarbon                  | 31175      | Haute-Garonne | banlieue     | 6,23             | 615 (2022)                        | 99                 | modifier les données · modifier les données |
| Miramont-de-Comminges        | 31344      | Haute-Garonne | banlieue     | 8,09             | 743 (2022)                        | 92                 | modifier les données · modifier les données |
| Saux-et-Pomarède             | 31536      | Haute-Garonne | banlieue     | 12,52            | 241 (2022)                        | 19                 | modifier les données · modifier les données |
| Savarthès                    | 31537      | Haute-Garonne | banlieue     | 3,05             | 195 (2022)                        | 64                 | modifier les données · modifier les données |
| Valentine                    | 31565      | Haute-Garonne | banlieue     | 8,03             | 875 (2022)                        | 109                | modifier les données · modifier les données |
| Villeneuve-de-Rivière        | 31585      | Haute-Garonne | banlieue     | 13,57            | 1 732 (2022)                      | 128                | modifier les données · modifier les données |

## Évolution démographique
| 1968   | 1975   | 1982   | 1990   | 1999   | 2010   | 2015   | 2021   | 2022   |
| ------ | ------ | ------ | ------ | ------ | ------ | ------ | ------ | ------ |
| 15 348 | 15 904 | 15 557 | 15 158 | 14 660 | 15 567 | 15 830 | 16 027 | 16 270 |